# Suzuki Teiichi

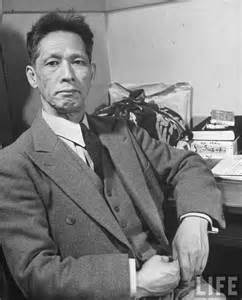
Suzuki Teiichi (1950)

Suzuki Teiichi (japanisch: 鈴木貞一; * 16. Dezember 1888 in der Präfektur Chiba, Japanisches Kaiserreich; † 15. Januar 1989) war ein Generalleutnant der Kaiserlich Japanischen Armee und Politiker, der unter anderem zwischen 1941 und 1943 Staatsminister und Chef des Kabinettsplanungsamtes war. Er wurde in den Tokioter Prozessen am 12. November 1948 wegen zahlreicher Kriegsverbrechen zu einer lebenslangen Haftstrafe verurteilt, aus der er 1955 entlassen wurde.

## Leben

### Offiziersausbildung und Zeit bis zum Zweiten Weltkrieg
Suzuki Teiichi absolvierte eine Offiziersausbildung an der Heeresoffizierschule, die er im Mai 1910 abschloss. Im Anschluss wurde er als Leutnant im Dezember 1910 in die Kaiserlich Japanische Armee übernommen und war zunächst Offizier im 18. Infanterieregiment. Er wurde im Dezember 1913 zum Oberleutnant befördert. Nachdem er im Januar 1917 den Besuch der Heereshochschule abgeschlossen hatte, fand er Verwendungen als Stabsoffizier und war von Januar bis Oktober 1919 ins Schatzministerium abgeordnet. Im April 1920 erfolgte seine Beförderung zum Hauptmann und war als solcher mit der Untersuchung des Nikolajewsk-Zwischenfalls beauftragt, einer Reihe von Ereignissen während des Russischen Bürgerkriegs in der Zeit von Februar bis März 1920, die in einem Massaker an mehreren hundert Japanern in der sibirischen Stadt Nikolajewsk am Amur gipfelten. Nach verschiedenen Verwendungen in Shanghai und Peking wurde er im Dezember 1925 zum Major im befördert und im Januar 1927 auf Anweisung von Heeresminister Ugaki Kazushige Berater von Chiang Kai-shek zu Beginn des Chinesischen Bürgerkrieges. Er gehörte neben Tōjō Hideki, Nagata Tetsuzan, Kōmoto Daisaku, Doihara Kenji, Ishiwara Kanji, Okamura Yasuji, Yamashita Tomoyuki und anderen der am 1. Januar 1929 gegründeten radikal-militaristischen Geheimgesellschaft Futabakai an. Nach einer Auslandsreise von Februar bis Oktober 1929 wurde er Militärattaché an der Gesandtschaft in der Republik China und wurde dort im März 1930 zum Oberstleutnant befördert.
Nach seiner Rückkehr war Suzuki vom 1. August 1931 bis zum 1. August 1933 Leiter der Sektion China im Referat für Militärische Angelegenheiten der Abteilung Militärische Dienste des Heeresministeriums sowie anschließend zwischen dem 1. August 1933 und dem 5. April 1934 Chef des Pressereferats des Heeresministeriums, wo am 20. Dezember 1933 seine Beförderung zum Oberst erfolgte. Daraufhin war er zwischen dem 5. März 1934 und dem 25. Mai 1935 Instrukteur an der Heereshochschule sowie vom 25. Mai 1935 bis zum 1. August 1936 Ermittlungsbeamter im Kabinettsforschungsbüro, ehe er vom 1. August 1936 bis zum 1. August 1937 Kommandeur des 14. Infanterieregiments war. Nach seiner Beförderung zum Generalmajor am 1. November 1937 war er zwischen dem 1. November 1937 und dem 20. Dezember 1938 zur 16. Division abgeordnet.

### Zweiter Weltkrieg, Staatsminister und Verurteilung als Kriegsverbrecher

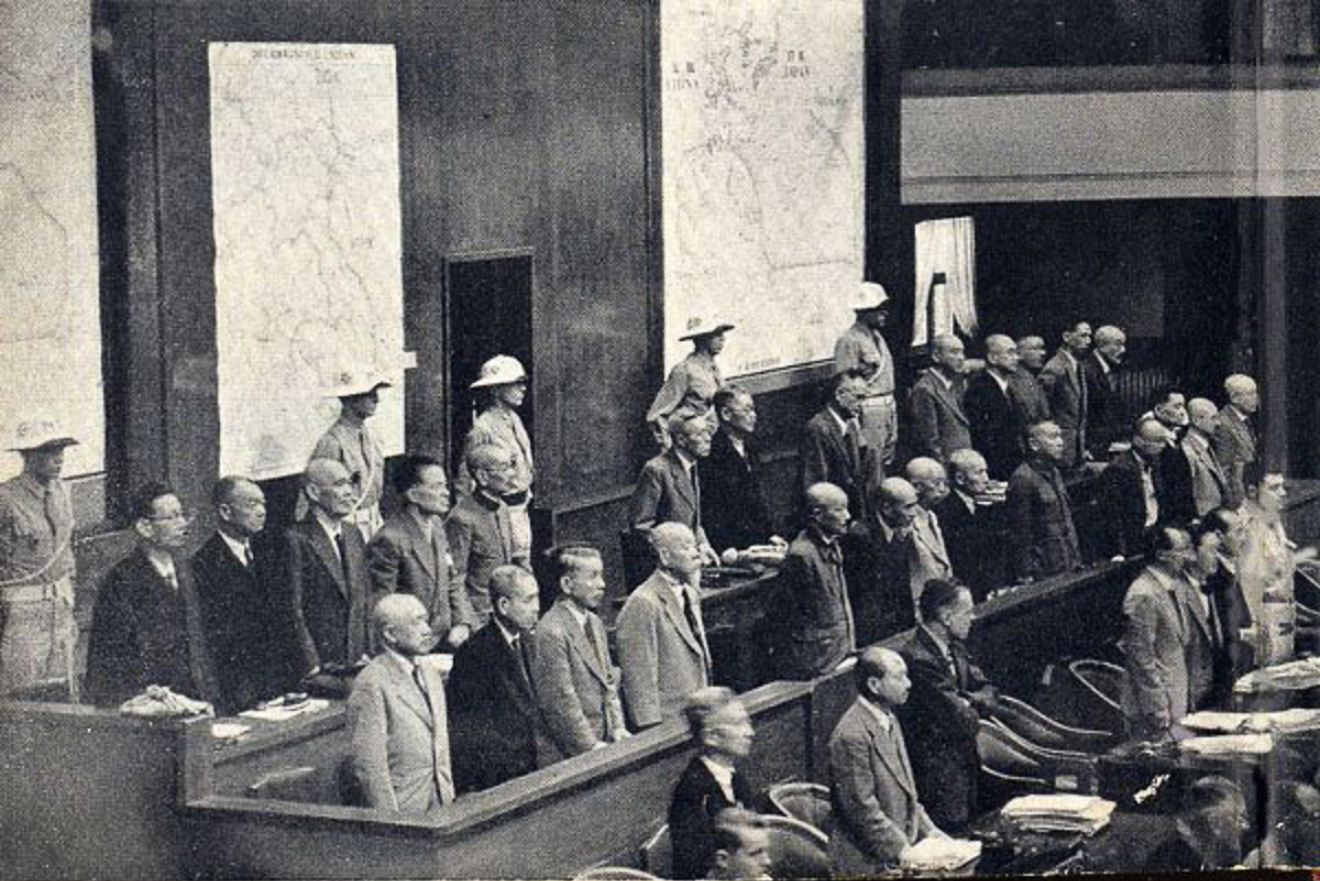
Die Angeklagten des Tokioter Prozesses wegen Kriegsverbrechen im Zweiten Weltkrieg

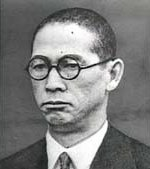
Suzuki Teiichi während der Tokioter Prozesse

Am 16. Dezember 1938 wechselte Suzuki Teiichi zur neu geschaffenen Ostasiatischen Entwicklungsbehörde (Kōain) und war dort zunächst bis zum 23. Dezember 1940 Leiter der Abteilung für politische Angelegenheiten. In dieser Zeit erfolgte am 1. August 1940 seine Beförderung zum Generalleutnant, woraufhin er zwischen dem 23. Dezember 1940 und dem 4. April 1941 Leiter der Abteilung für allgemeine Angelegenheiten der Ostasiatischen Entwicklungsbehörde war. Am 4. April 1941 schied er aus dem aktiven Militärdienst aus.
Danach wechselte Suzuki in die Politik und wurde am 4. April 1941 Staatsminister im Kabinett Konoe II und bekleidete dieses Amt auch im darauf folgenden Kabinett Konoe III (18. Juli 1941 bis 18. Oktober 1941) sowie im Kabinett Tōjō (18. Oktober 1941 bis Oktober 1943). Zugleich bekleidete er in dieser Zeit vom 4. April 1941 bis Oktober 1943 das Amt als Leiter des Kabinettsplanungsamtes. Im Anschluss war er von November 1943 bis Oktober 1944 noch Berater der Regierung.
Nach der Kapitulation Japans wurde er im September 1945 verhaftet und gehörte als Kriegsverbrecher der Klasse A bei den Tokioter Prozessen zu den Hauptangeklagten wegen zahlreicher Kriegsverbrechen. Er wurde wegen Beteiligung als Führer, Organisator, Anstifter oder Komplize an der Planung oder Ausführung eines gemeinsamen Plans oder einer Verschwörung zum Führen von Angriffskriegen und eines Kriegs oder Kriegen, die internationales Recht verletzten, wegen des Führen eines unprovozierten Krieges gegen China, wegen des Führen eines Angriffskrieges gegen die Vereinigten Staaten, wegen des Führen eines Angriffskrieges gegen das Britische Commonwealth, des Führen eines Angriffskrieges gegen die Niederlande, und damit in fünf der zehn Anklagepunkte für schuldig gesprochen. Von den Anklagepunkten des Führen eines Angriffskrieges gegen die UdSSR, der Anordnung, Autorisierung und Erlaubnis zur unmenschlichen Behandlung von Kriegsgefangenen und anderen sowie der vorsätzlichen und rücksichtslose Vernachlässigung der Pflicht, angemessene Schritte zur Prävention von Gräueltaten einzuleiten, wurde er frei gesprochen. Am 12. November 1948 wurde er deswegen zu einer lebenslänglichen Freiheitsstrafe verurteilt. Im September 1955 wurde er vorzeitig aus der Haft entlassen.

## Weblink
- Eintrag in generals.dk